# Shigeru Takahashi
Shigeru Takahashi (高橋茂?, Takahashi Shigeru; fl. XX secolo) è stato un calciatore giapponese, di ruolo attaccante.

## Carriera

### Club
Takahashi ha militato nella rappresentativa dell'Università di Waseda.

### Nazionale
Takahashi ha disputato due partite con la nazionale di calcio del Giappone. L'esordio avvenne in 27 agosto 1927 nella sconfitta per 5-1 contro la Cina. L'ultimo incontro in nazionale con la rappresentativa nipponica lo giocò il 29 agosto 1927 nella vittoria per 2-1 contro le Filippine.

## Statistiche

### Cronologia presenze e reti in Nazionale
| Cronologia completa delle presenze e delle reti in nazionale ― Giappone | Cronologia completa delle presenze e delle reti in nazionale ― Giappone | Cronologia completa delle presenze e delle reti in nazionale ― Giappone | Cronologia completa delle presenze e delle reti in nazionale ― Giappone | Cronologia completa delle presenze e delle reti in nazionale ― Giappone | Cronologia completa delle presenze e delle reti in nazionale ― Giappone | Cronologia completa delle presenze e delle reti in nazionale ― Giappone | Cronologia completa delle presenze e delle reti in nazionale ― Giappone |
| Data                                                                    | Città                                                                   | In casa                                                                 | Risultato                                                               | Ospiti                                                                  | Competizione                                                            | Reti                                                                    | Note                                                                    |
| ----------------------------------------------------------------------- | ----------------------------------------------------------------------- | ----------------------------------------------------------------------- | ----------------------------------------------------------------------- | ----------------------------------------------------------------------- | ----------------------------------------------------------------------- | ----------------------------------------------------------------------- | ----------------------------------------------------------------------- |
| 27/08/1927                                                              | [[\|Shigeru Takahashi]]                                                 | Giappone                                                                | 1 – 5                                                                   | Repubblica di Cina                                                      |                                                                         | -                                                                       |                                                                         |
| 29/08/1927                                                              | [[\|Shigeru Takahashi]]                                                 | Giappone                                                                | 2 – 4                                                                   | Filippine                                                               |                                                                         | -                                                                       |                                                                         |
| Totale                                                                  |                                                                         | Presenze                                                                | 2                                                                       |                                                                         | Reti                                                                    | 0                                                                       |                                                                         |